# Jonas Karlsson
Sven Bert Jonas Karlsson, es un actor y autor sueco.

## Biografía
Está casado con Hanna Maria Holmquist Karlsson, la pareja tiene tres hijas Julia Karlsson, Cecilia Karlsson y Sofia Karlsson.

## Carrera
En el 2001 se unió al elenco principal de la película Gustav III:s äktenskap donde interpretó al Rey Gustav III de Suecia.
En el 2007 publicó su primer libro, una colección de historias cortas.
En el 2013 apareció como invitado en la serie Molanders donde interpretó a Jörgen Nilsson.
En el 2015 se unió al elenco de la serie Beck donde da vida al oficial Klas Fredén, el jefe de la policía y superior del detective Martin Beck (Peter Haber).

## Filmografía

### Series de Televisión
| Año             | Título                     | Personaje              | Notas                                    |
| --------------- | -------------------------- | ---------------------- | ---------------------------------------- |
| 2015 - presente | Beck                       | Klas Fredén            | 7 episodios                              |
| 2015            | Boy Machine                | Peder                  | 8 episodios                              |
| 2014            | Den fjärde mannen          | Waltin                 | episodio # 1.1 - miniserie               |
| 2014            | Welcome to Sweden          | Oficial de Inmigración | episodio "Proving Love/Lägenhet"         |
| 2013            | Molanders                  | Jörgen Nilsson         | 3 episodios                              |
| 2012 - 2013     | Albert Åberg               | Berättare              | 13 episodios                             |
| 2013            | En pilgrims död            | Waltin                 | 4 episodios - miniserie                  |
| 2011            | Solsidan                   | Kristian               | 2 episodios                              |
| 2009            | Mannen under trappan       | Fredrik Kreutz         | 3 episodios - miniserie                  |
| 2008            | Der Kommissar und das Meer | Eskil Almqvist         | episodio "An einem einsamen Ort"         |
| 2006            | LasseMajas detektivbyrå    | Lollo Smitt            | 7 episodios                              |
| 2004            | Om Stig Petrés hemlighet   | Björn                  | miniserie                                |
| 2004            | Danslärarens återkomst     | Stefan Lindman         | miniserie                                |
| 2000            | Pistvakt - en vintersaga   | Jonas                  | episodio "Väck inte den bjärv som sover" |
| 2000            | Soldater i månsken         | Doctor                 | miniserie                                |
| 2000            | Brottsvåg                  | Jacobsson              | episodio "Alkemisterna"                  |
| 1999            | Julens hjältar             | Julhunden              | 23 episodios                             |
| 1998            | S:t Mikael                 | Candidato              | 3 episodios                              |
| 1998            | Längtans blåa blomma       | Henrik                 | miniserie                                |
| 1997            | Hammarkullen               | Hasse                  | miniserie                                |
| 1995            | Anmäld försvunnen          | Martin Rissle          | episodio # 1.1                           |
| 1994            | Rederiet                   | Ajax                   | 4 episodios                              |
| 1993            | Snoken                     | Dicken                 | episodio "Blod är tjockare än vatten"    |
| 1991            | Osynlig närvaro            | Kristian #1            | miniserie                                |
| 1986            | Rasmus på luffen           | Barnhemspojke          | episodio "Del 1"                         |

### Películas
| Año  | Título                 | Personaje       | Notas |
| ---- | ---------------------- | --------------- | --- |
| 2005 | Storm                  | Hombre de Traje | junto a Joel Kinnaman, Matias Varela, Eric Ericson & Eva Röse                                                          |
| 2004 | Strings                | Hal             | junto a junto a Marina Bouras, Pernille Højmark, Paul Hüttel, Melinda Kinnaman, Jesper Langberg y Henning Moritzen     |
| 2001 | Gustav III:s äktenskap | Rey Gustav III  | junto a Anna-Clara Blixt, David Boati, Tomas Bolme, Brasse Brännström, Stefan Gödicke, Mathias Henrikson & Iben Hjejle |

### Escritor
| Año  | Título            |
| ---- | ----------------- |
| 2013 | Stockholm Stories |

### Teatro
| Año  | Título                  | Teatro                     |
| ---- | ----------------------- | -------------------------- |
| 2006 | Lång dags färd mot natt | -                          |
| 2002 | Andromaque              | The Royal Dramatic Theatre |
| 1999 | Three Sisters           | The Royal Dramatic Theatre |
| 1998 | Råttfångaren            | Royal Dramatic Theatre     |
| 1997 | Cabare                  | -                          |

## Premios y nominaciones
| Año  | Categoría             | Premio          | Películas      | Resultado |
| ---- | --------------------- | --------------- | -------------- | --------- |
| 2008 | Best Actor            | Guldbagge Award | Den man älskar | Nominado  |
| 2007 | Best Actor            | Guldbagge Award | Offside        | Nominado  |
| 2004 | Best Actor            | Guldbagge Award | Detaljer       | Ganó      |
| 1996 | Best Supporting Actor | Guldbagge Award | 30:e november  | Nominado  |